# Palazzo Schifanoia

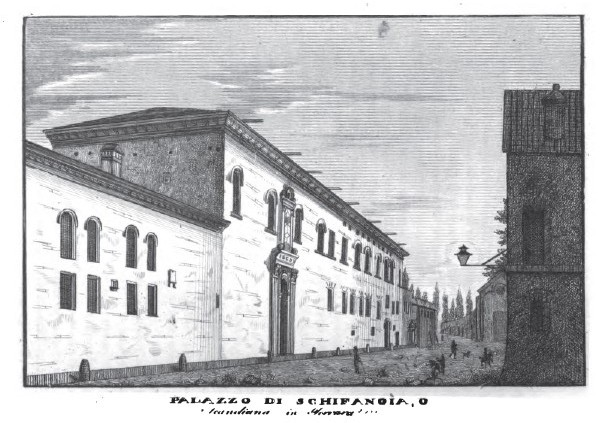
Palazzo Schifanoia v roce 1838

Palazzo Schifanoia je renesanční palác v italském městě Ferrara v regionu Emilia-Romagna. Jméno „Schifanoia“ pochází zřejmě z italského „schivar la noia“, což znamená doslova „útěk z nudy“, což přesně popisuje původní záměr využití paláce a dalších vil v jeho těsné blízkosti, kam se dvůr rodu d'Este uchyloval k odpočinku.
Palác byl postaven pro rod d'Este, starou evropskou knížecí dynastii. Ze starší větve domu d'Este pocházeli němečtí králové a bavorští, saští a brunšvicko-lüneburští vévodové (1208–1218). Byli též předky hannoverské dynastie a ruského cara Ivana VI. Z mladší větve rodu d'Este pocházeli vládci Ferrary (1240–1597), Modeny a Reggia Emilia (1288–1796).
Tento palác je součástí katalogu sídel, která sloužila rodu Este jako venkovská rezidence a místa odpočinku. Mezi ně patří:
- Delizia di Belriguardo ve Voghieře
- Delizia del Verginese v Portomaggiore
- Castello di Mesola v Mesole
- Villa della Mensa v Sabbioncello San Vittore
- Delizia di Benvignante v Argentě

Palác Belfiore, který kdysi obsahoval Studiolo Palazzo Belfiore, již neexistuje.

## Historie

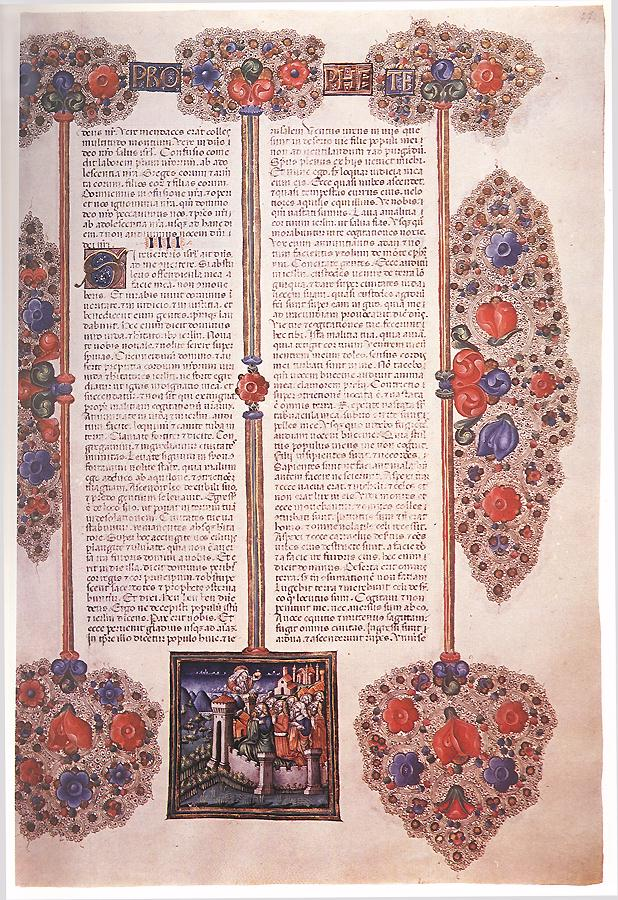
Bible Borsa d'Este

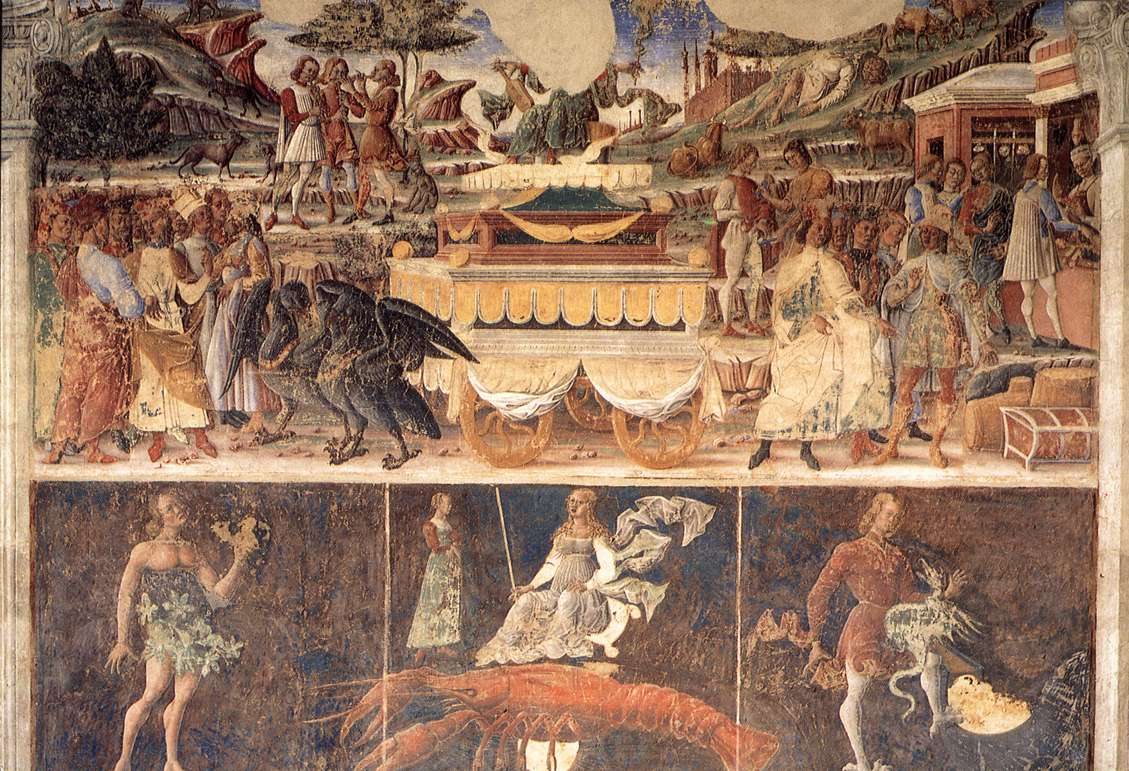
Alegorie června – Triumf Merkura, freska, malíř Cosimo Tura, 1476-1484, 216 cm x 320 cm.

Původní jednopatrovou budovu bez křídel, zato s městskou přední částí a zahradou nechal postavit Alberto V. d'Este (1385) jako malé útočiště určené výhradně k odpočinku, slavnostním večeřím a banketům, kratochvílím (delizie) a zábavě. Jako ekvivalent románské příměstské vily (villa suburbana), Palazzo Schifanoia předcházel výstavbu dalších rekreačních vil postavených v renesančním slohu v Římě jako například Cortile del Belvedere (Belveder), jež byla postavena pro papeže Mikuláše V.
Příležitostí k vytvoření cyklu fresek byla očekávaná investitura Borsa d'Este (1413–1471) jako ferrarského vévody, kterou měl vykonat papež Pavel II. Titul získal v roce 1452 od císaře Fridricha III. Habsburského a stal se i vévodou Modeny a Reggia Emilia. 
Skrytým poselstvím oslav, ztělesněných v tomto cyklu fresek, bylo správné uspořádání lidské společnosti i přírody pod dobrou vládou vévody, který je zárukou míru a prosperity v dominiích rodu Este.
Na Borsoův podnět byl povolán architekt Pietro Benvenuto degli Ordini, aby na vyšším podlaží vybudoval vévodský apartmán, včetně sálu (salone) vhodného pro audience velvyslanců a delegací – prostor, který měl být protějškem k vládnímu centru Ferarry, jež sídlilo v bývalém Palazzo della Ragione, zničeném za druhé světové války.
Palác často využívala Marfisa d’Este, významná mecenáška umění.

## Popis paláce
Fasáda byla původně vyzdobena římsou předstírající cimbuří, povrch byl hladký štuk zdobený geometrickými vzory a imitací mramoru. Tato výzdoba je bohužel ztracena. Bohatě zdobený vchod z bílého mramoru se zachoval, ačkoli jeho barvy časem zvětraly. Historikové umění se neshodují, zda autorem byl malíř a designér Francesco del Cossa (c. 1430 – c. 1477, italský renesanční malíř ferrarské školy) nebo Biagio Rossetti. Nad obloukovými dveřmi lemovanými pilastry jsou zobrazeny symboly domu d'Este – jednorožec jako symbol vévodské shovívavosti a zdroje přízeň. V roce 1493 byla přidána terakotová římsa podle návrhu Biagio Rossettiho. Ten byl rovněž pověřen Ercolem d'Este I. rozšířit palác.
Od Salone dei Mesi (Salonu měsíců) návštěvník vešel přímo do zahrady a došel k monumentálnímu schodišti, vycházejícímu z letní lodžie. Obojí bylo zbořeno v 18. století.
Nejvýznamnější výzdobou paláce jsou alegorické fresky vytvořené malířem Francescem del Cossou ve spolupráci s Cosimem Turou kolem roku 1469.
Tématem slavností zobrazených ve freskovém cyklu je správné uspořádání lidstva a přírody pod dobrou vládou vévody, garanta míru a prosperity v panství d'Este. Borso d'Este vyzval architekta Pietra Benvenuto degli Ordini aby vytvořil vévodský byt v horních prostorách paláce a poskytl budově salon vhodný pro přijímání velvyslanců a delegací. Palác měl být jakýmsi protipólem k paláci Palazzo della Ragione ve Ferraře, kde sídlila ferrarská šlechta. Palazzo della Ragione, který byl často používán italskou šlechtičnou Marfisou d'Este, velkou patronkou umění, byl zničen za druhé světové války.
V Palazzo Schifanoia v Salone dei Mesi (Salon měsíců) je zobrazen čistě pohanský cyklus měsíců od malíře Cosima Tury. Cyklus zobrazuje jednotlivé měsíce jako alegorický souboj olympijských bohů vládnoucím jednotlivým měsícům. Bohové jsou zobrazeni se svými atributy a zvířaty, jež každého jednotlivého boha personifikují a spojují ho se znameními souhvězdí ve zvěrokruhu. Fresky byly vytvořeny kolem roku 1469, většinou umělci domu d'Este. Na freskách Cosimo Tury jsou k jednotlivým měsícům přiřazeny činnosti obvyklé v tomto období na ferrarském dvoře pod dobrotivým okem Borso d'Este. Fresky jsou lemovány astrologickými osobnostmi podle návrhů Francesca del Cossy a Ercole de 'Roberti. Promyšlený a komplikovaný systém alegorií musel pocházet z bezprostředního okolí Borso d'Este, možná od jeho dvorního astrologa Pellegrina Prisciani, s některými podrobnostmi odvozenými od Giovanni Boccaccio, autora Genealogie deorum .
V sousedním sále Sala delle Virtù (Sál ctností) sochař Domenico di Paris vytvořil štukové reliéfy ve stylu frize putti (zobrazení nahého dítěte, zejména cheruba či Kupida, v renesančním umění) a symboly kardinálských a teologických ctností pod stropem.
Po opuštění Ferrary rodinou d'Este v roce 1598 byl palác součástí dědictví dalších rodin až k rodině Tassoni, která nechala vzácné fresky zamalovat. Když se vévodství Ferrara stalo součástí Papežských států, z Palazzo Schifanoia se stala manufaktura a tabákové skladiště. Když po první světové válce Palazzo Schifanoia přešel opět do vlastnictví Ferrary, pouze sedm fresek v Salone dei Mesi "Salone" zůstalo zachováno.
Palazzo Schifanoia je součástí dědictví Ferrary uchovávaného pod záštitou Musei Civici d'Arte Antica di Ferrara. V prostorách určených pro 14. a 15. století najdete sbírky starožitností, numismatickou sbírku a medaile od Pisanella a díla dalších umělců období italské renesance, která připomínají členy rodiny d'Este.